# Nicole van der Velden
Nicole van der Velden (sinh ngày 26 tháng 10 năm 1994) là một thủy thủ người Aruba. Cô đã tham gia Thế vận hội Mùa hè 2016 trong cuộc đua Nacra 17 với Thijs Visser; cả hai đều xếp thứ 16. Cô là người mang cờ cho Aruba trong Cuộc diễu hành của các quốc gia.
Cô đã chèo thuyền vào năm 2008 sau khi cha Martin Van der Velden, người làm việc với tư cách là một sĩ quan kỹ thuật của Hiệp hội Thuyền buồm Aruba.